# Збройні сили Бурунді
Національні сили оборони Бурунді (фр. Force de defense nationale du Burundi) — сукупність військ Республіки Бурунді, призначена для захисту свободи, незалежності і територіальної цілісності держави. Складаються з сухопутних військ, повітряних сил та військово-морських сил.

## Загальні відомості
Генеральний штаб (фр. Etat-Major Général) здійсьнює командування збройними силами, що складаються з об'єднаного штабу (фр. Etat-Major inter-armes); штабу військової підготовки (фр. Etat-Major de la Formation) та штабу логістики (фр. Etat-Major de la Logistique). Морське та повітряне командування існують, як і спеціалізовані підрозділи.

## Склад збройних сил

### Повітряні сили
За даними журналу FlightGlobal, станом на 2020 рік, на озброєнні повітряних сил Бурунді були 5 навчально-тренувальних літаків і 12 багатоцільових і бойових вертольотів.
| Тип        | Виробництво | Призначення                  | Кількість | Примітки |        |
| Літаки     | Літаки      | Літаки                       | Літаки    | Літаки   | Літаки |
| ---------- | ----------- | ---------------------------- | --------- | -------- | ------ |
| SF.260     | Італія      | навчально-тренувальний літак | 5         |          |        |
| Вертольоти |             |                              |           |          |        |
| Ми-24      | СРСР        | транспортно-бойовий вертоліт | 3         |          |        |
| SA.316     | Франція     | багатоцільовий вертоліт      | 3         |          |        |
| SA.342     | Франція     | багатоцільовий вертоліт      | 6         |          |        |

Розпізнавальний знак
Знак на кіль